# Wahyt Orazsähedow
Vahyt Sakhetmyratovich Orazsakhedov (en ruso: Вахыт Сахетмыратович Оразсахедов; Babarap, Turkmenistán, 26 de enero de 1992) es un futbolista profesional turcomano que juega como delantero.

## Carrera profesional
Wahyt Orazsähedow se inició en el SK Avadan y en la Escuela de Deportes de la Juventud de Asjabad, la capital de Turkmenistán. Su carrera futbolística comenzó en el Talyp Sporty Aşgabat. Con 14 años de edad entró en la Academia Juvenil-15 de Kiev, Ucrania, y posteriormente a Kazán, con el Rubín.

### Rubin Kazán

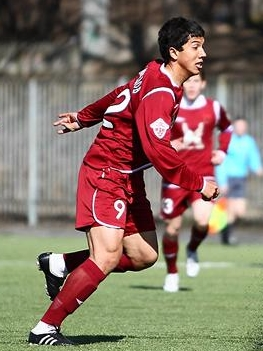
Rubín Kazán

A los 16 años, se mudó a Kazán, al FC Rubin Kazán y en su primera temporada en los reservas anotó 7 goles en 24 partidos. Orazsähedow debutó con el primer equipo el 15 de julio de 2009 en 1/16 de Copa de Rusia ante el FC Volga Tver. Tres años más tarde, jugó su primer partido en la Liga Premier de Rusia al entrar como sustituto en el partido contra el FC Volga en Nizhny Novgorod.